# Visbek
Visbek est une commune d'Allemagne, dans l'arrondissement de Vechta en Basse-Saxe.

## Histoire
Visbek est mentionnée pour la première fois dans un document officiel en 819 sous le nom de Fiscbechi.

## Jumelage
- Canton de Pontvallain (France) depuis 1988